# Anolis singularis
Anolis singularis este o specie de șopârle din genul Anolis, familia Polychrotidae, descrisă de Williams 1965. Conform Catalogue of Life specia Anolis singularis nu are subspecii cunoscute.